# 猎潜大队

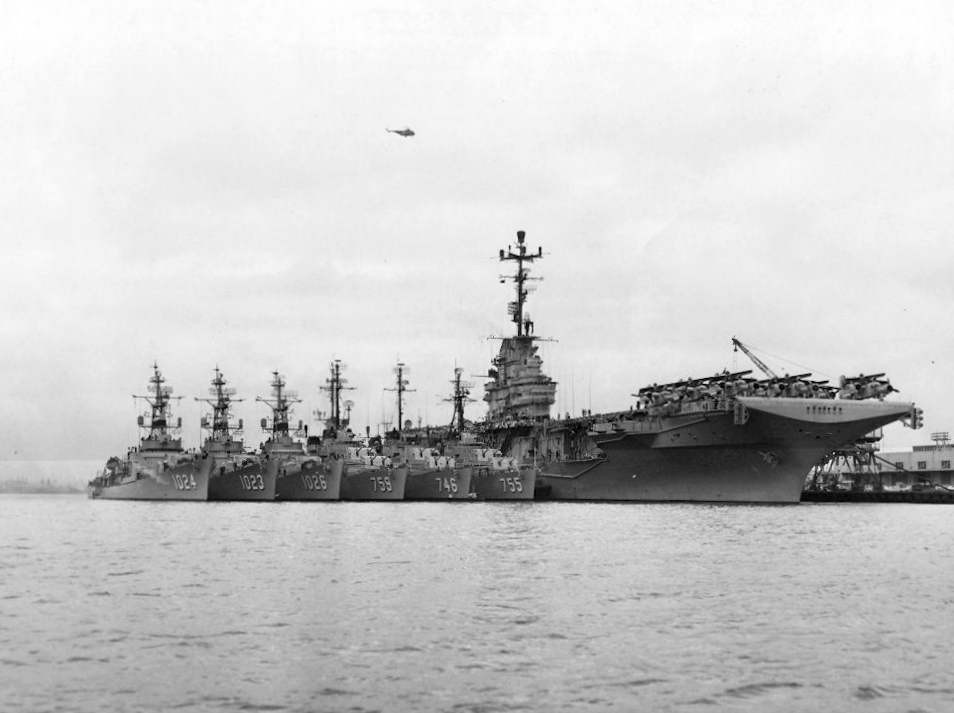
1961年在圣地亚哥，美国军舰“基尔萨奇”号与其编队的猎潜大队护航

猎潜大队（Hunter-killer Group），也被称为护航支援大队（Convoy Support Group），是在第二次世界大战期间负责主动部署并攻击敌方潜艇的反潜舰艇编组。随着信号传递、加密情报以及探测技术的进步，使得盟军能够组建小型舰队，用以主动搜寻并击沉敌方潜艇。冷战期间也存在类似的舰队编组。每个猎杀大队通常会以护航航空母舰为核心以提供侦察机和空中掩护，并配备若干装有深水炸弹和刺猬炮的驱逐舰、护航驱逐舰、护卫舰以及美国海岸警卫队的巡逻艇。

## 起源
猎潜大队这个概念出现于1942年，当时的英国皇家海军组织一组战舰来加强跨大西洋护航队的护航船团。1943年初的盟军大西洋护航会议决议建立10个反潜舰队，每个舰队配备一艘护航航空母舰。5个由英国-加拿大联合组建的大队负责北大西洋护航航线，另外5个由美国组建的大队则负责中大西洋的UG护航航线。随着越来越多的适用舰船可用于保护贸易护航队，较快的舰船被编组成机动支援小队，以便在护航队受到威胁时提供快速而强大的增援。如果不需要返回护航队掩护站，这些支援小队的舰只可以集中火力压制和摧毁潜艇。1943年3月初，每个西部近海护航编队减少一艘护卫舰、小型巡航舰或驱逐舰，以形成四个支援编队，而抽出的半个舰队的驱逐舰被编组为第五个支援编队。

## 作战经历
1943年4月初，第2支援大队的黑天鹅级护卫舰开始执行直布罗陀护航路线作业，而第1支援大队的河级护卫舰以及第3支援大队的O和P级驱逐舰开始响应遭受攻击的HX、SC和ON护航队。首批配备护航航空母舰的支援大队是4月下旬围绕“射手”号和“欺骗者”号组建的第4和第5支援大队。美国海军的第一个支援大队是围绕航空母舰“博格”号组建的，并配属有几艘威克斯级驱逐舰和克莱门森级驱逐舰。每个支援大队大约分配了6艘舰艇，但由于损坏和机械故障，能够执行任务的通常只有3到4艘。第1和第2支援大队舰船速度较慢，这极大的限制了它们与其他支援大队一起行动的能力。而E和F级、I级、L和M级以及O和P级驱逐舰则在第3、第4和第5支援大队之间穿梭执行任务。没有护航航空母舰的支援大队则由远程巡逻轰炸机协助。这几支早期建立的支援大队在1943年5月的转折点战役（被称为“黑色五月”）中做出了显著贡献。随着反潜军舰和护航航空母舰的生产数量超过了护航船队所需的数量，更多的支援大队被组建起来。

## 冷战准备
随着冷战紧张局势的加剧，美国海军组建了现代化的猎潜大队，以应对苏联潜艇可能拦截北美向欧洲北约盟国运送物资的威胁。随着现代反潜飞机变得日趋庞大，以至于无法在护航航空母舰上起降，埃塞克斯级航空母舰被重新归类为反潜航空母舰。一些二战时期的驱逐舰被重新分类为护航驱逐舰，用RUR-4“阿尔法”或刺猬炮取代了舰炮和鱼雷。作战理论预期每艘反潜航空母舰会有八艘护航驱逐舰进行护航。其中四艘护航驱逐舰负责为反潜航空母舰提供近距离护卫，而另外四艘负责攻击由飞机探测到的潜艇。越南战争期间，作战行动高昂的成本阻碍了这些反潜舰艇在设计寿命到期后接受替换。而新投入使用的SOSUS系统和岸基洛克希德P-3猎户座海上巡逻机也接替了逐渐消失的反潜航空母舰猎潜大队，在大洋中执行反潜搜索和攻击任务。

## 脚注

### 引注
1. ↑  中国船舶工业总公司第七一四研究所《国防科学技术叙词表汉英索引》编辑组 (1988)，第161頁.
2. ↑  Tucker (2011)，第359–360頁.
3. 1 2  Marc (1985)，第224-240頁.
4. ↑  Rohwer & Hummelchen (1992)，第200–218頁.
5. ↑  MacIntyre (1968)，第121頁.
6. ↑  Rohwer & Hummelchen (1992)，第411頁.
7. ↑  Friedman (1983)，第336–345頁.